# Hurst Castle

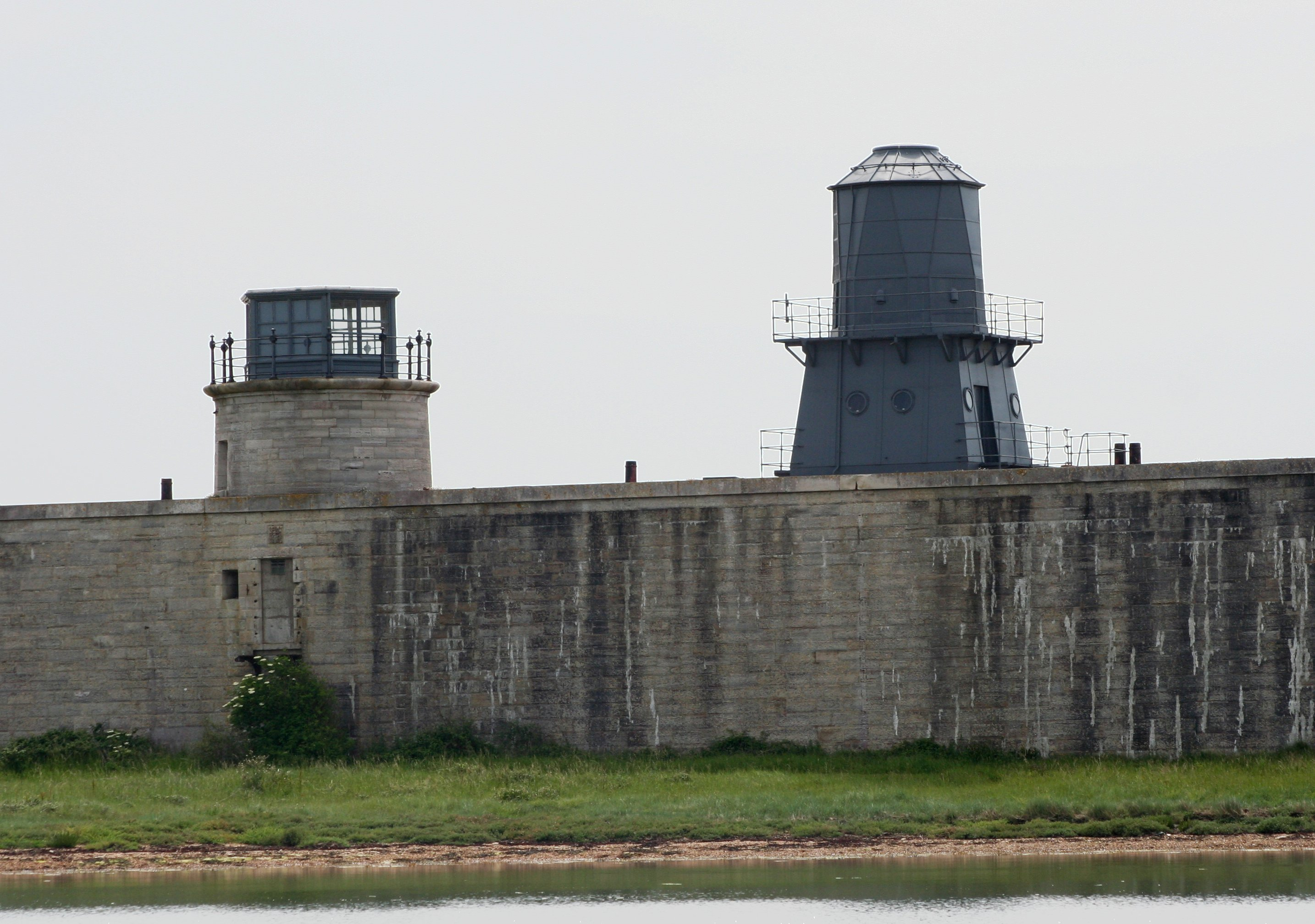
Il castello oggi

Hurst Castle è una fortezza inglese sul mare, non distante dalla città di Portsmouth.

## Storia
Fu fatto edificare come edificio di difesa dal re d'Inghilterra Enrico VIII Tudor. Il castello faceva parte dei Device Forts, castelli costruiti per la difesa sia esterna che interna del paese. Il mare innanzi al castello è spesso agitato e non si presenta atto alla navigazione; fu così che numerosi tentativi di assalto o di assedio finirono tutti in un nulla di fatto.
Nel 1648 Carlo I Stuart, allontanatosi da Londra e rifugiatosi nell'isola di Wight, fu condotto con la forza nella fortezza, dalla quale fu trasferito nella capitale dove il 30 gennaio 1649 fu decapitato.
Su decisione della Royal Commission on the Defence of the United Kingdom del 1859, il castello fu trasformato in una vera e propria fortezza; gli furono aggiunte ali e sezioni armate di batterie. I lavori furono completati nel 1873. Durante la seconda guerra mondiale fu ulteriormente fortificato con mezzi sofisticati e moderni. Ora è proprietà English Heritage ed è aperto al pubblico.

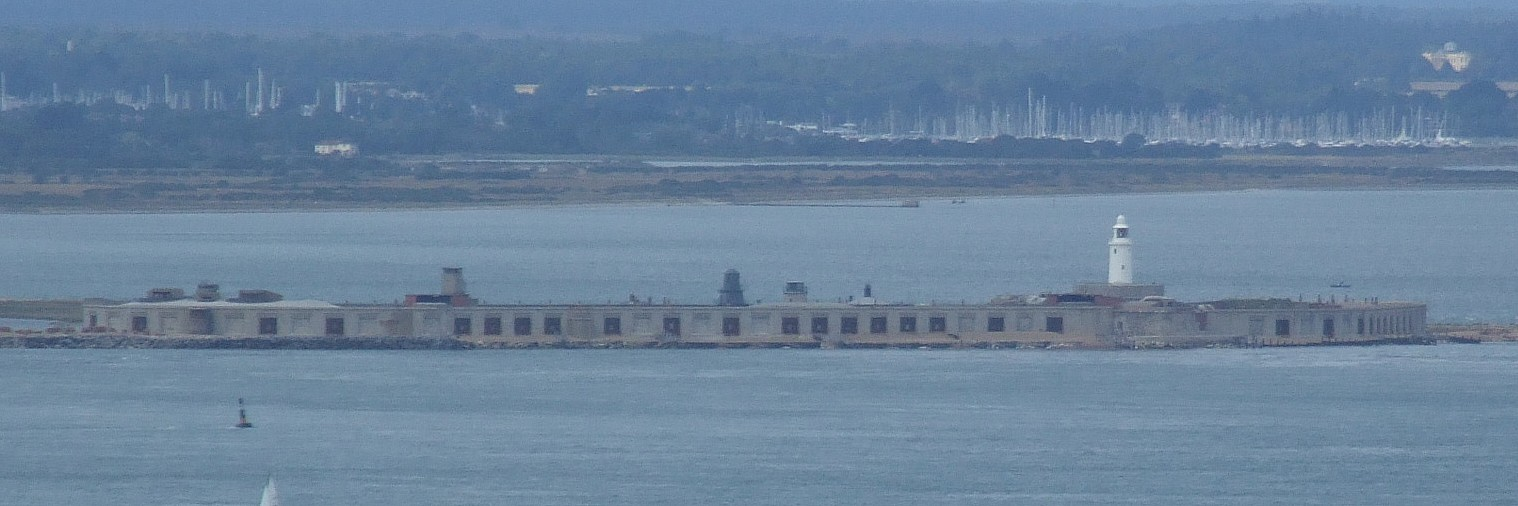
Hurst Castle visto dall'Isola di Wight